# Соціокритика
Соціокритика(англ. sociocriticism; нім. Soziokritik; ісп. sociocritica; фр. sociocritique) — метод аналізу текстів, який ставить собі за мету вивчити відношення тексту до соціальних явищ, проаналізувати «статус соціального в тексті, а не статус соціальності тексту» Дюше (Duchet, 1971 14). Соціокритика намагається знайти спосіб вписування соціального в структуру тексту: в структуру фікції, структуру фабули специфіку манери викладу. Вона виступає як «поетика суспільства, невіддільна від проникнення в суть ідеології в її текстуальних можливостях» Дюше, Гайяр (Duchet, Gaillard 1976 : 4)].

## 1. Соціокритика в теорії літератури й літературній критиці
Метод спершу використовувався при аналізі роману (переважно реалістичного й натуралістичного), а також творів, стосунок яких до суспільства й тогочасні ідеології не викликав жодних сумнівів [Дюше (Duchet, 1979)]. Цей метод виник на початку сімдесятих років XX ст. i з часом перебрав на себе функції соціології літератури i водночас формалістичного підходу до літературних явищ. Насправді ж соціологія видавалася надто загальною дисципліною, пов'язаною з провідними темами й експліцитними змістами творів. Їй не завжди вдавалося аналізувати тексти, знаходячи в них соціальні чи ментальні структури, які вона прогнозувала. З іншого боку, формалісти аналізували тексти, не вважаючи за потрібне враховувати соціальний фактор, а це призводило до опису текстуальних мікромеханізмів, історичну появу яких чи зв'язок їх з історією ідей ніяк не вдавалося збагнути. Коротко кажучи, соціокритика ставить собі за мету якщо не узгодити, то принаймні порівняти соціологічну ну й формалістичну перспективи i торкається специфічних творів, опис механізмів яких повинен враховувати написання i сприймання твору, а також його стосунок до соціального контексту.

## 2. Труднощі соціокритики
Спроби пов'язати текст із історією мають давні традиції. Враховуючи це зауважимо, що соціокритика театру, принаймні в її вузькому розумінні, все ще перебуває на початковій стадії. Перш ніж уявити собі, якою б мала бути спеціалізована програма такої соціокритики, варто взяти до уваги співвідношення тексту й історії а також визначення її соціального контексту.
Безперечно, тут украй бракує теорії ідеології, особливо коли розуміти її як теорію, яка виходить за межі концепції ідеології як «чорної скриньки» (Карл Маркс), як псевдосвідомість, як маневр відвернення уваги та корисливість. Вважати (згідно з марксизмом), що ідеологія твориться винятково для прикриття реальної дійсності, приховування правди, панування над певним прошарком суспільства, прислужування іншому прошаркові означало б кидатись стрімголов у воду. Передусім вартувало б з'ясувати, як така ідеологія функціонує в літературному тексті й на його користь! Протиставляти індивідуальне соціальному на кшталт того, як соціологія протиставляє громадську думку окремо взятому фактові — означає ставити проблему за принципом опозиції, яку треба обов'язково подолати, аби «вийти з механістичного дуалізму: індивід i суспільство, твір мистецтва i зовнішні обставини його створення» Жаффре (Jaffre, 1974: 73)]; аби розділити соціологію та психоаналіз.

## 3. Завдання театральної соціокритики
Її завдання, як i програми, численні. Однак Клод Дюше має рацію, коли вбачає в театрі сприятливий ґрунт для (майбутньої) соціокритики, оскільки «театр висуває на перший план узагальнене використання слова, а театральний текст ладен змінити його, вдаючись до „чистого“ значення слова та всього того, що за ним стоїть, розбудовуючи проблематику, в основу якої покладено принцип вербального обміну» (Duchet, 1979 : 147).

### а) Обмін словами
Попри очевидність діалогів, ролей i персонажів, «можемо запитати себе, хто (врешті-решт) до кого звертається, які ролі та які стратегії діють, як дискурс призводить до дії, які суспільні сили (ідеологічні й дискурсні) вступають у діалог завдяки конфліктам i грі акторів» (див. Foucault, Althusser).

### б) Драматична система
Театр, а отже, конфлікт слів i їх асиметрія, існують тому, шо суспільний мікрокосмос персонажів не можна виразити краще, ніж у формі конфліктів, у яких нікому не вдається довести свою правоту.

### в) Текст i сценічні практики
Театр не обмежується драматичним текстом, який, зрештою, реально існує тільки тоді, коли його висловлюють на сцені, вводять у дію (причому не як «допоміжну одиницю») з використанням численних знакових систем (актор, освітлення, ритм слова, сценографія тощо). Тут маємо сприятливий ґрунт для соціокритики, завдання якої полягає у вивченні конкретного функціонування сцени, походження та природи паравербальних систем. Соціокритика сприймає виставу як суспільну практику: яка трупа ставила Мольєра? які типи акторів грали у виставі? хто координував гру i з якою суспільною та естетичною метою? якою була ієрархія елементів вистави? Ці питання свідчать про розуміння соціальності сценічної практики, сенсу форм i використання матеріалів. Вони часто бувають амбіційними: який зв'язок між суспільством, танцем, сценографією? Франкастель (Francastel, 1970)], як аналізувати «ситуацію публіки всередині театрального простору?» Гейс (Hays, 1981 1: 369).

### г) Посередництво постави
Постава забезпечує зв'язок (цілком «усуспільнений», а часом i персоналізований у діяльності режисера) між текстом i публікою, до якої треба інтелектуально та емоційно підійти. Таке поєднання цих елементів спонукає взяти до уваги еволюцію публіки, соціальний контекст, різнопланові функції театру.

### г) Конкретизація тексту й вистави
З метою адаптації до згаданої еволюції соціокритика спостерігає за конкретизацією тексту в процесі його режисерського прочитання, а відтак i сприйняття серед публіки, коли вона є на виставі. На своєму шляху соціокритика має справу із суспільним контекстом («тотальний контекст суспільних явиш», за Мукаржовським), який вона мусить реконструювати для адекватного втілення твору на сцені i його сприймання в сучасних умовах.

### д) Ідеологічні суперечності
Соціокритика теоретично припускає, що для драматичного тексту характерні ідеологічні суперечності, більш-менш очевидні у конфлікті ідеологем чи конфигурацій драматичної системи. Соціокритика не відповідає на запитання: «Чи драматург є Х (реакційний), чи Y (прогресивний)?» щодо адекватного сприймання суперечностей, тобто паралогізмів, несумісностей між концепціями світобачення. Так, щирий соціокритик Бенішу (в праці «Мораль великого століття». 1948) обстоює думку, шо Мольєр не відображає міщанської ідеології, а оприлюднює аристократичний ідеалізм. І не в словах дійових осіб, а в манері театральної репрезентації конфліктів він убачає рівновагу й глибинний сенс театру Мольєра. Складність соціокритики, на думку Бенішу, полягає в текстуальній композиції наведених розходжень i перенесення їх у площину дискурсних опозицій i стосунків між актантами (дискурс і дія не обов'язково збігатимуться).

## 4. Соціокритика та інші дисципліни
Хоча соціокритика ще перебуває в стані пошуку власного шляху та самобутності, вона відрізняється від інших суспільних підходів методами та метою дослідження:
- соціологія аналізує також склад та еволюцію публіки; за принципом соціально-економічних i культурных класифікацій [Гурдон (Gourdon, 1982)] пояснює сприймання театральних вистав;
- соціологія культури інтегрус театр у глобальный розвиток культури;
- соціологія інституцій виачає літературні заклади, способи рецепції творчості, критику й видавничу справу.

Так само, як і «старша сестра» (семіологія), соціокритика наражається на неабиякий ризик повністю втратити свою специфіку, певною мірою інтегруючи результати суміжних дисциплін i не зважаючи на текстуальне й сценічне втілення суспільних даних. Зрештою, соціокритика зробила висновок з власного досвіду i вважає, що текст або вистава, які підлягають аналізу, можуть існувати як такі лише тоді, коли виходять за свої тісні межі й погоджуються на постійні «напади» суспільних явиш на текстуальні чи сценічні фортеці.